# Jibou
Jibou (în maghiară Zsibó, în germană Siben) este un oraș în județul Sălaj, Transilvania, România, format din localitatea componentă Jibou (reședința), și din satele Cuceu, Husia, Rona și Var. Conform recensământului din anul 2011, Jibou are o populație de 10.407 locuitori.
În Jibou există una dintre cele mai interesante grădini botanice din România, situată pe fostul domeniu al nobililor maghiari Wesselényi. De asemenea, în partea dinspre Zalău, există din vechime Băile Jibou, care folosesc efectele curative ale unui izvor de apă minerală sărată, cu proprietăți asemănătoare celor de la Băile Herculane. Municipalitatea a organizat un parc industrial, care urmează să polarizeze forța de muncă de pe Valea Someșului.

## Geografie
Orașul Jibou este amplasat în partea de nord-est a regiunii istorice Crișana, la limita cu regiunea Transilvania, în partea de nord-est a județului Sălaj, pe malul stâng al râului Someș, la confluența acestuia cu Agrijul. Se găsește la o distanță de 25 km nord-est de municipiul Zalău, reședința administrativă a județului Sălaj, de care este legat prin drumul național 1H și drumul județean 108A, precum și de calea ferată.
În componența administrativă a orașului Jibou intră și patru sate: Cuceu, Husia, Rona și Var. Ca unitate administrativă, se învecinează cu comunele: Someș-Odorhei spre nord, Creaca spre sud, Mirșid spre vest și Surduc spre est.
Teritoriul orașului Jibou este așezat în sudul Depresiunii Guruslău. În cea mai mare parte se întinde pe terasa a doua a Someșului, care este de fapt și cea mai mare ca întindere, dar și în lunca Someșului și pe terasa a treia a acestuia. Satele Rona și Husia sunt așezate pe niște poduri de terase, situate pe dreapta Someșului. Satul Cuceu s-a dezvoltat de-a lungul Văii Fânațelor, afluent pe stânga al Văii Sărate, iar satul Var pe terasa a doua și a treia a Someșului, dar o parte și în lunca acestuia. Din punct de vedere fizico-geografic, orașul este mărginit spre vest de Dealurile Sălajului (338 m altitudine în hotarul Cuceului), spre est de Culmea Prisnelului (cu altitudinea de 438 m în Piscuiul Ronei), spre sud de Dealul Dumbrava (558 m altitudine), Depresiunea Agrijului și interfluviul Agrij–Almaș, iar spre nord de șesul neted al Depresiunii Guruslău. Piscuiul Ronei, cunoscut de localnici și ca Țugluiul Turbuțâi sau Dealul lui Racoți (maghiară: Rákóczi-hegy) este un masiv prezent pe lista națională a rezervațiilor naturale, datorită bogăției de fosile provenite în special din sedimente marine terțiare. De altfel, aici au fost descoperite și rămășițe mai vechi: coaste și dinți de dinozauri de la sfârșitul Cretacicului.

### Climă
Prin poziția sa, orașul Jibou se încadrează în sectorul cu clima continentală moderată, caracteristic regiunilor vestice și nord-vestice ale țării și este supus unei circulații vestice predominante, în timpul iernii predomină invaziile de natură maritim-polară dinspre nord-vestul continentului, iar vara, aerul cald dinspre sud-vest, în cadrul activității ciclonice nord-mediteraneene deplasate spre nord. Ca urmare, climatul orașului Jibou se caracterizează printr-un potențial termic ridicat, amplitudini termice relativ scăzute și cu precipitații bogate.
| Date climatice pentru Jibou | Date climatice pentru Jibou | Date climatice pentru Jibou | Date climatice pentru Jibou | Date climatice pentru Jibou | Date climatice pentru Jibou | Date climatice pentru Jibou | Date climatice pentru Jibou | Date climatice pentru Jibou | Date climatice pentru Jibou | Date climatice pentru Jibou | Date climatice pentru Jibou | Date climatice pentru Jibou | Date climatice pentru Jibou |
| Luna                        | Ian                         | Feb                         | Mar                         | Apr                         | Mai                         | Iun                         | Iul                         | Aug                         | Sep                         | Oct                         | Nov                         | Dec                         | Anual                       |
| --------------------------- | --------------------------- | --------------------------- | --------------------------- | --------------------------- | --------------------------- | --------------------------- | --------------------------- | --------------------------- | --------------------------- | --------------------------- | --------------------------- | --------------------------- | --------------------------- |
| Maxima medie °C (°F)        | 1 (34)                      | 3.7 (38,7)                  | 10.1 (50,2)                 | 16.1 (61)                   | 21.4 (70,5)                 | 24 (75)                     | 25.9 (78,6)                 | 25.6 (78,1)                 | 21.7 (71,1)                 | 15.8 (60,4)                 | 8.1 (46,6)                  | 2.9 (37,2)                  | 14,7 (58,4)                 |
| Media zilnică °C (°F)       | −2.5 (27,5)                 | −0.1 (31,8)                 | 5 (41)                      | 10.5 (50,9)                 | 15.4 (59,7)                 | 18.2 (64,8)                 | 19.9 (67,8)                 | 19.4 (66,9)                 | 15.7 (60,3)                 | 10.2 (50,4)                 | 4.4 (39,9)                  | 0 (32)                      | 9,68 (49,42)                |
| Minima medie °C (°F)        | −5.9 (21,4)                 | −3.9 (25)                   | 0 (32)                      | 4.9 (40,8)                  | 9.5 (49,1)                  | 12.5 (54,5)                 | 13.9 (57)                   | 13.3 (55,9)                 | 9.8 (49,6)                  | 4.7 (40,5)                  | 0.8 (33,4)                  | −2.9 (26,8)                 | 4,73 (40,51)                |
| Precipitații mm (inches)    | 41 (1.61)                   | 36 (1.42)                   | 34 (1.34)                   | 48 (1.89)                   | 72 (2.83)                   | 89 (3.5)                    | 74 (2.91)                   | 67 (2.64)                   | 40 (1.57)                   | 39 (1.54)                   | 45 (1.77)                   | 53 (2.09)                   | 638 (25,12)                 |
| Sursă: Climate-Data.org     |                             |                             |                             |                             |                             |                             |                             |                             |                             |                             |                             |                             |                             |

## Istorie
Târgușorul (oppidum) Sibó a constituit un punct de popas important pe drumul sării de la Dej, care era adusă fie cu căruțele, fie cu plutele pe firul Someșului. În decursul timpului, orașul Jibou este menționat sub mai multe denumiri. Din anul 1219 este menționată pentru prima oară această așezare sub denumirea de villa Chybur, ca mai târziu, să apară sub alte denumiri cum sunt: Zsibotheleke la 1387, Sybo la 1423, Zybo la 1460, Sybo la 1475, Sibo la 1545, Szybo la 1564, opidum Sibo la 1564, Zsibo la 1582, Dsibo la 1733, Zsibou la 1750, Sibeu la 1850, Sibó și Jibău la 1854. Celelalte localități componente au fost consemnate puțin mai târziu: Rona în anul 1338, Cuceu în anul 1388, Husia în anul 1405 și Var în anul 1469. Ca vechime, localitatea Jibou poate fi considerată mai veche decât prima sa atestare documentară, ținând cont de faptul că drumul roman care lega castrul de la Tihău cu cel de la Porolissum, trecea prin hotarul ei. Dezvoltarea localității Jibou a continuat în epoca feudală, dar a avut de suferit de pe urma invaziilor turcești cum au fost cele din 1610 sau 1665.

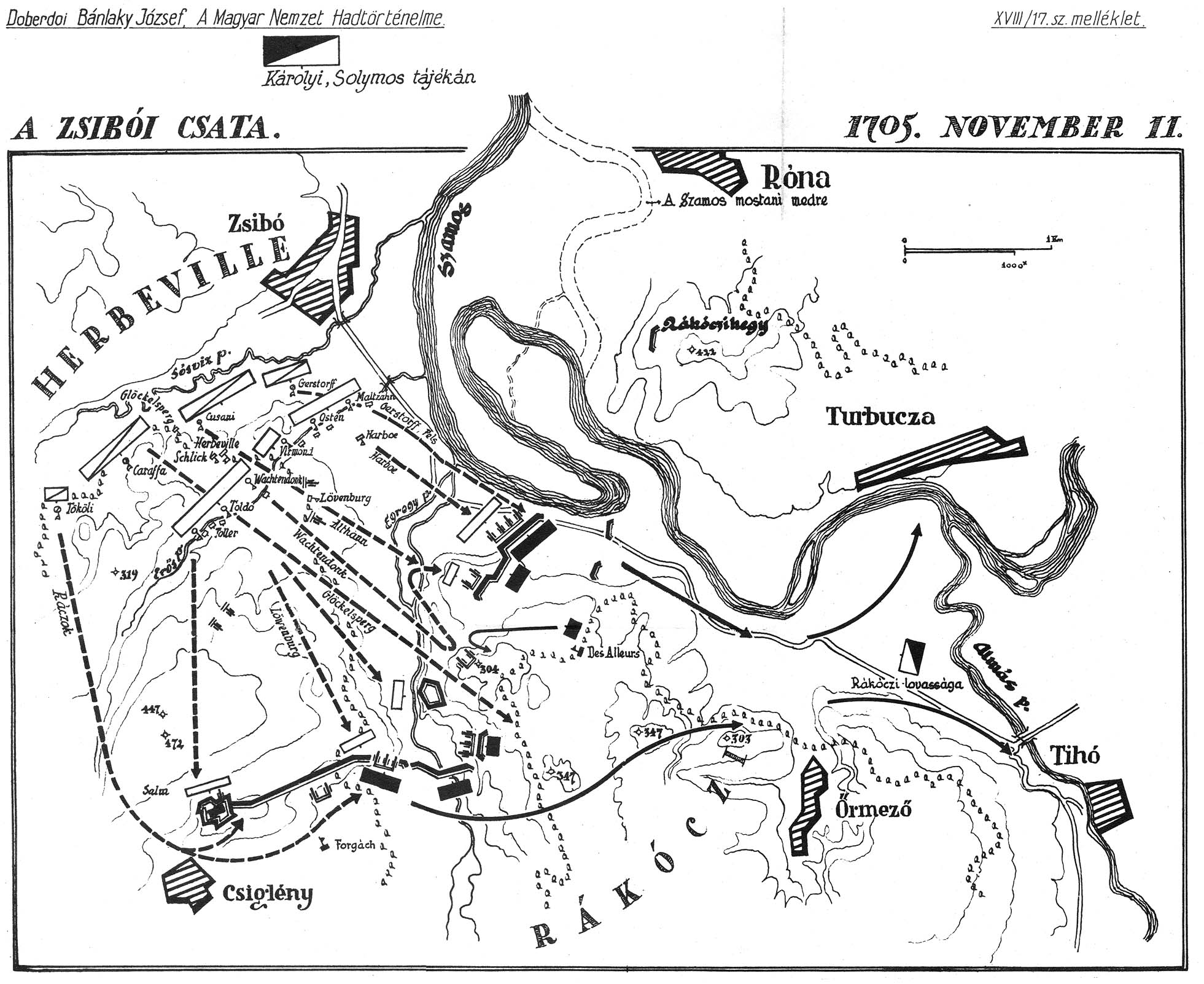
Bătălia de la Jibou (1705)

În 11 noiembrie 1705, oștile transilvane conduse de principele Francisc Rákóczi al II-lea au fost surprinse de trupele austriece conduse de generalul Ludwig von Herbeville și au fost risipite, eveniment care a devenit subiectul altor legende locale. La castel, în 25 august 1849, a capitulat ultima armată revoluționară pașoptistă din Europa, formată din circa 8.000 de soldați comandați de generalul Kazinczy. 

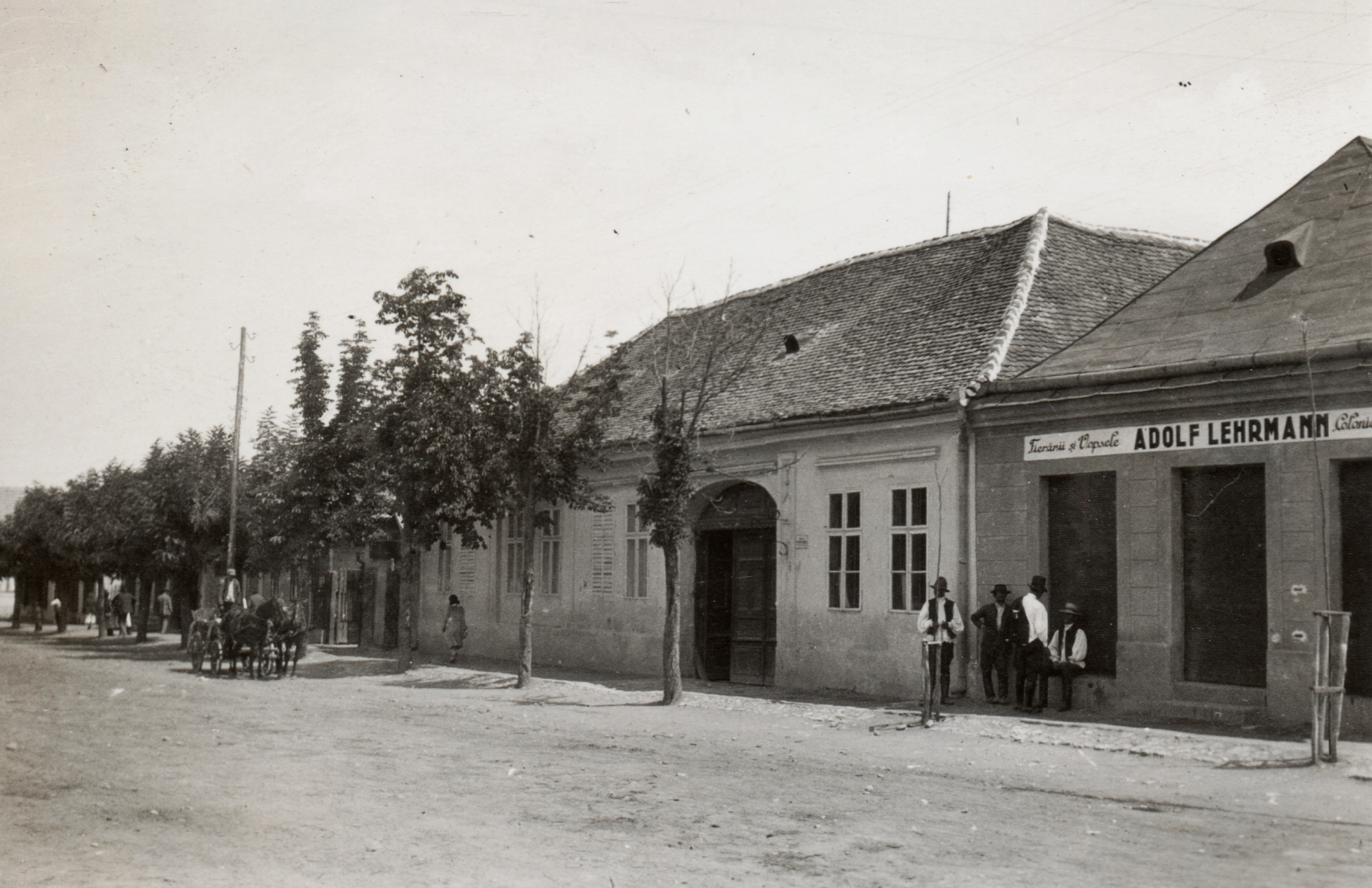
Orașul Jibou în 1927

Un rol important în evoluția Jiboului a avut-o familia Wesselényi, care a construit aici un castel încă în anul 1584, din care în zilele noastre se mai păstrează doar urmele de fundație. Construcția actualului castel în stil baroc, unul din cele mai frumoase din Transilvania, a început în anul 1778 și a durat mai bine de 30 ani. Cel mai de seamă reprezentant al acestei familii a fost baronul Miklós Wesselényi, care a trăit între 1796–1850. A luptat pentru eliberarea iobagilor, fiind considerat liderul opoziției nobiliare maghiare reformatoare, care lupta împotriva conservatorismului monarhiei Casei de Habsburg. În toată această perioadă, pe moșia acestei familii au fost introduse o serie de metode moderne de lucru al pământului, s-au adus vite și cai de rasă, a început furajarea în stabulație a animalelor, s-au ținut concursuri de cai și s-a organizat dresajul câinilor. În urma foarte bunei organizări a activității de pe moșie, forțele de producție s-au dezvoltat necontenit și s-a extins schimbul de produse cu alte regiuni. Rezultatul acestora a fost introducerea noilor relații de producție capitalistă, atât pe moșie, cât și în așa-zisa industrie formată din atelierele meșteșugărești, câteva fabrici de mici dimensiuni, dintre care cea mai importantă a fost cea de cărămidă și din morile de pe Valea Agrijului.
După construirea căii ferate și darea în funcțiune a gării (1890), în oraș s-a stabilit o importantă comunitate evreiască, care a fost deportată la Auschwitz în primăvara anului 1944. Depoul CFR datează din 1937. După război, Jiboul a funcționat ca centru de raion până în 1960 și a devenit oraș în 1968. Localitatea a fost inundată de revărsarea râului Someș în 1970, inundație provocată de ruperea unui dig în amonte.

## Demografie
Componența etnică a orașului Jibou
     Români (78,88%)
     Maghiari (11,45%)
     Romi (5,61%)
     Necunoscută (3,85%)
     Altă etnie (0,19%)
Componența confesională a orașului Jibou
     Ortodocși (68,73%)
     Romano-catolici (1,45%)
     Reformați (10,45%)
     Penticostali (7,16%)
     Greco-catolici (1,22%)
     Baptiști (3,86%)
     Martori ai lui Iehova (2,11%)
     Necunoscută (4,42%)
     Altă religie (0,57%)
Conform recensământului efectuat în 2011, populația orașului Jibou se ridică la 10.407 locuitori, în scădere față de recensământul anterior din 2002, când se înregistraseră 11.306 locuitori. Majoritatea locuitorilor sunt români (78,89%). Principalele minorități sunt cele de maghiari (11,45%) și romi (5,61%). Pentru 3,85% din populație, apartenența etnică nu este cunoscută.
În componența administrativă a orașului Jibou mai aparțin  și satele: Husia, Rona și Var.  

Din punct de vedere confesional, majoritatea locuitorilor sunt ortodocși (68,73%), dar există și minorități de reformați (10,45%), penticostali (7,17%), baptiști (3,86%), martori ai lui Iehova (2,11%), romano-catolici (1,45%) și greco-catolici (1,22%). Pentru 4,42% din populație, nu este cunoscută apartenența confesională.
0200040006000800010.00012.0001977199220022011populațiePopulația istorică din Jibou
Date: Recensăminte sau birourile de statistică - grafică realizată de Wikipedia

## Politică și administrație
Orașul Jibou este administrat de un primar și un consiliu local compus din 17 consilieri. Primarul, Dan Ghiurco[*], de la Partidul Social Democrat, este în funcție din 2016. Începând cu alegerile locale din 2024, consiliul local are următoarea componență pe partide politice:
|  | Partid                                 | Consilieri | Componența Consiliului | Componența Consiliului | Componența Consiliului | Componența Consiliului | Componența Consiliului | Componența Consiliului | Componența Consiliului | Componența Consiliului | Componența Consiliului |
|  | -------------------------------------- | ---------- | ---------------------- | ---------------------- | ---------------------- | ---------------------- | ---------------------- | ---------------------- | ---------------------- | ---------------------- | ---------------------- |
|  | Partidul Social Democrat               | 9          |                        |                        |                        |                        |                        |                        |                        |                        |                        |
|  | Forța Dreptei                          | 2          |                        |                        |                        |                        |                        |                        |                        |                        |                        |
|  | Partidul Național Liberal              | 2          |                        |                        |                        |                        |                        |                        |                        |                        |                        |
|  | Uniunea Democrată Maghiară din România | 2          |                        |                        |                        |                        |                        |                        |                        |                        |                        |
|  | Alianța Dreapta Unită                  | 2          |                        |                        |                        |                        |                        |                        |                        |                        |                        |

### Primari (după 1989)
- 1990–1992: Virgil Oros
- 1992–1996: Iuliu Sabin Pop
- 1996–2000: Liviu Sâmpălean
- 2000–2008: Augustin Borz
- 2008–6 mai 2015: Eugen Bălănean[15]
- 7 mai 2015–29 martie 2016: Ana Claudia Indreieș[16]
- 30 martie–28 iunie 2016: Ioan Bujor
- 28 iunie 2016–prezent: Dan Ghiurco

## Economie
De-a lungul timpului, Jiboul și-a păstrat caracterul predominant agricol și meșteșugăresc. Dacă înainte de 1968 avea o singură unitate industrială, „Steaua Roșie”, care producea articole de tâmplărie, în anii care au urmat s-au construit și s-au extins: integrata de in, întreprinderea de confecții, topitoria de in, fabrica de produse lactate, întreprinderea minieră, depoul CFR, secții ale Întreprinderii de Armături Industriale din Fontă și Oțel Zalău, Ceramica Zalău, unitatea forestieră de exploatare și transport, cooperativele meșteșugărești Colectivul Meșteșugarilor și Progresul și altele. Din păcate, în anii de după 1989, unele din aceste unități economice și-au încetat activitatea, altele s-au reprofilat, adaptându-se într-un fel sau altul economiei de piață. Efectul cel mai îngrijorător îl reprezintă numărul mare al șomerilor, fapt care se răsfrânge asupra nivelului general de trai al locuitorilor.

### Industria
Din punct de vedere industrial, orașul Jibou s-a profilat, în timp, pe unele ramuri ale industriei ușoare, de prelucrare a lemnului, alimentară, meșteșugărești și de construcții. Unitățile productive au capacități de producție mici, dar valorifică optim principalele resurse materiale și umane ale zonei.

### Agricultura și silvicultura
Terenurile fertile din lunca și terasele Someșului au favorizat cultivarea principalelor plante agricole, precum și creșterea animalelor. Alături de suprafețele cultivate, apar și sectoare acoperite cu păduri de foioase, care întregesc peisajul natural al zonei.

### Comerțul
Poziția geografică a orașului a favorizat amplasarea unei piețe de desfacere a produselor de origine industrială și agricolă, precum și a unui obor de animale. 

### Sistemul bancar
Circulația monetară la nivelul orașului și a împrejurimilor este asigurată de unitățile Casei de Economii și Consemnațiuni, Băncii Comerciale Române, Bancii Române de Dezvoltare, Trezorerie, Cooperativa de Credit. În domeniul asigurărilor funcționează următoarele unități: Asirom, Unita, Ardaf.

## Transporturi și telecomunicații

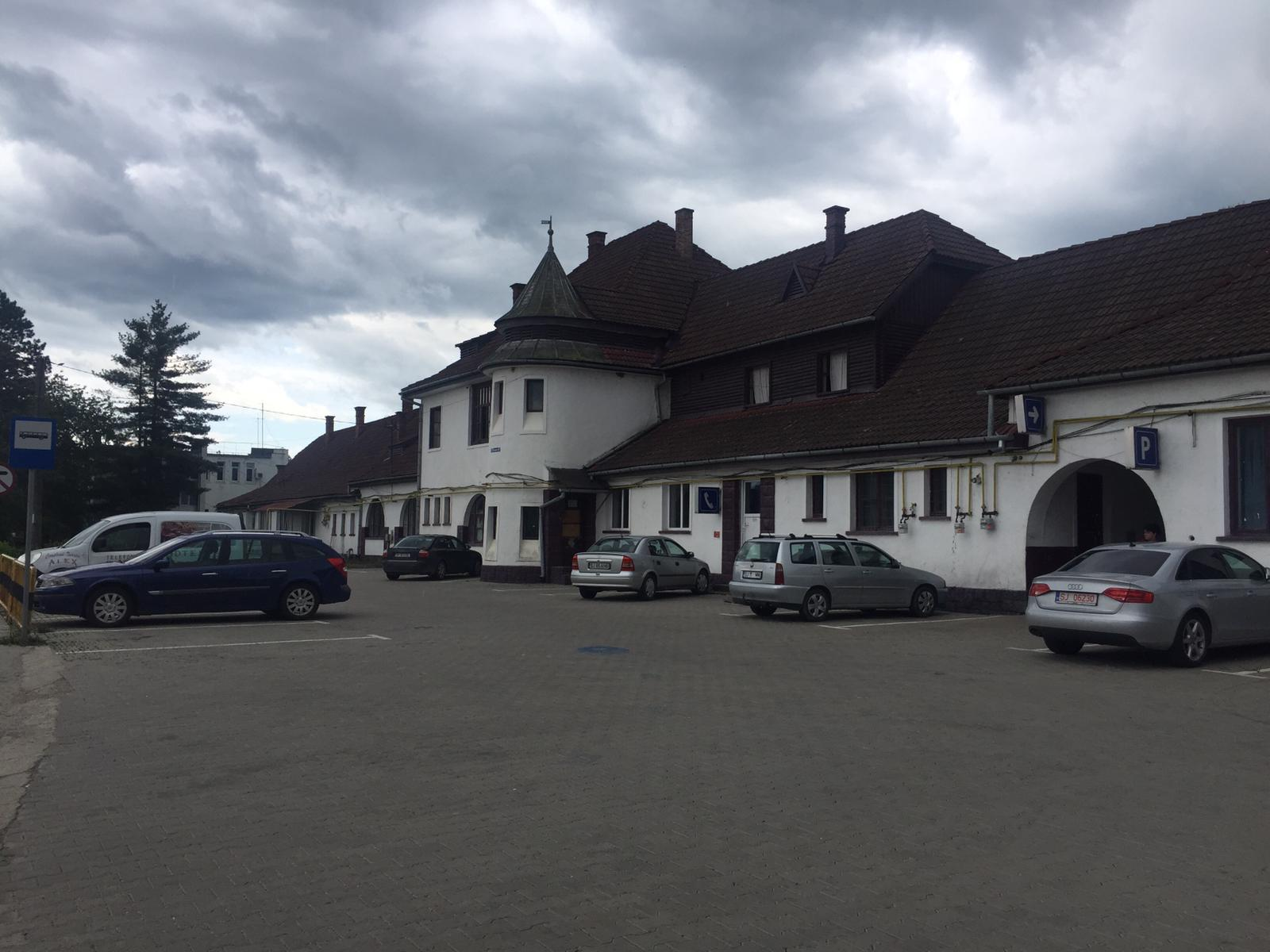
Gara Jibou

Situat într-o zonă de interferență a căilor de comunicații, Jibou înlesnește legăturile feroviare și rutiere către Zalău, Baia Mare, Dej, Cluj-Napoca și altele. Acestea sunt asigurate de linia ferată magistrală București–Satu Mare, care trece prin gara Jibou, și de drumurile naționale și județene. Serviciile de poștă și telecomunicații sunt asigurate de două oficii poștale și unul telefonic, care dispune de o centrală automată, în curând digitală.

## Educație
Registrele școlii confesionale calvine sunt conduse cu începere din 1746, dar instituția este mult mai veche. Învățământul de stat datează din 1895. Conform monografistului Petri Mór, aici a funcționat, către sfârșitul secolului al XIX-lea, prima grădiniță de copii din Ardeal, cu Teleki Júlia ca educatoare.
În prezent, instruirea tinerilor din Jibou și comunele învecinate este asigurată prin intermediul a trei grădinițe, o școală gimnazială („Lucian Blaga”), Clubul Copiilor și două licee (unul teoretic – „Ion Agârbiceanu” și unul tehnologic – „Octavian Goga”). În cadrul Centrului de Cercetări Biologice de pe lângă Grădina Botanică se desfășoară activități de cercetare și dezvoltare în domeniul biologiei, educație–formare–specializare, microproducție, activități muzeistice și turistice.

## Cultură

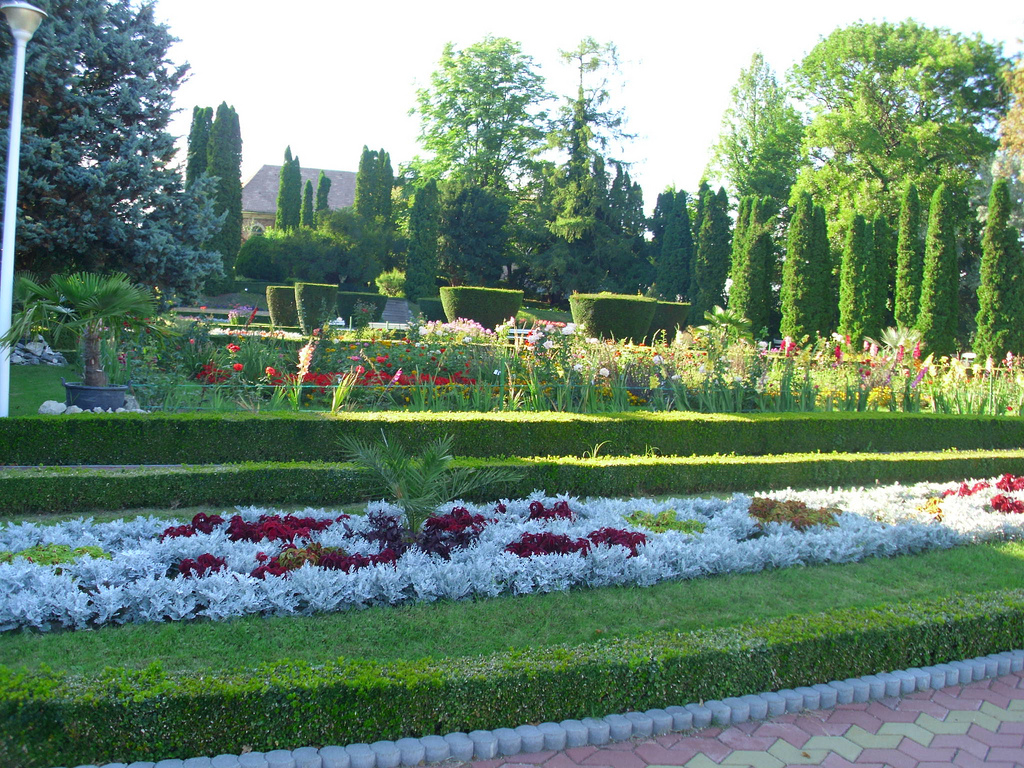
Fostul parc al Castelului Wesselényi din Jibou, în prezent Grădina Botanică „Vasile Fati”

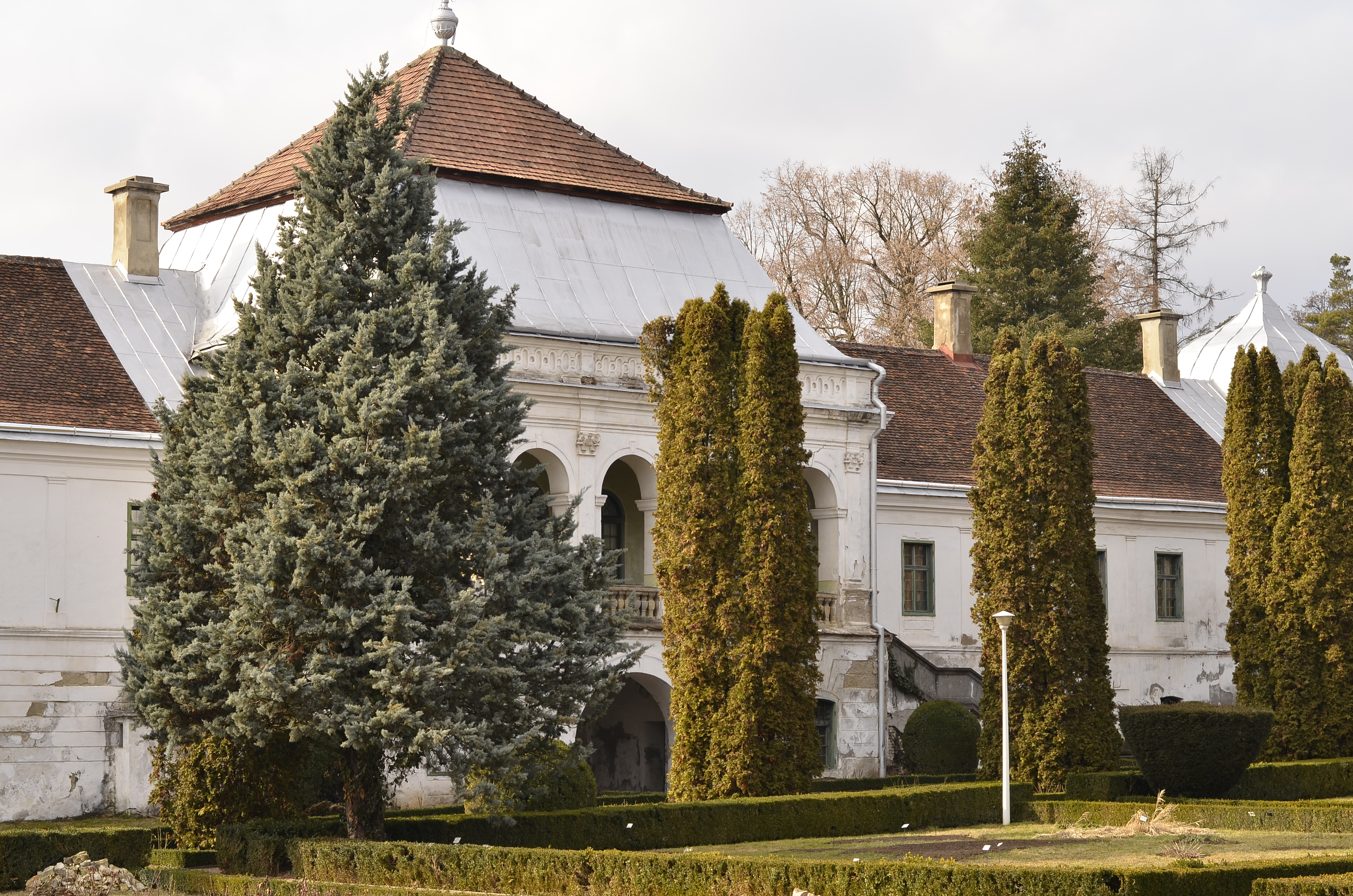
Fațada Castelului Wesselényi

Folcloristul Ioan Taloș a semnalat în zonă existența a două colinde specifice: corinda cu zidari (o versiune inedită a legendei „Monastirii Argeșului”) și corinda cu fata de maior (o variantă disputată a „Mioriței”).
Filiala ASTRA din Jibou a fost condusă de preotul greco-catolic Laurențiu Bran, primul român care a tradus poeziile lui Mihai Eminescu într-o limbă străină. Traducerile au apărut cu începere din 1889, la Șimleu Silvaniei.
Casa de cultură s-a mutat într-o clădire nouă, în 1967, renovată în 2014–2016. Aici a lucrat multă vreme ca director profesorul Andrei Mureșan, autorul unei prime monografii turistice; în prezent, funcția este deținută de profesorul de istorie Mihai Petriș. Alte monografii au fost întocmite de Leontin Postoș, Ion Ivănescu, Viorel Tăutan, Eva Ianchiș, Gheorghe Coste, Iosif Daróczi și György Györfi-Deák.
Biblioteca orășenească a fost înființată în 1948 și de atunci a fost mutată de mai multe ori în diferite locații. În prezent, colecțiile ei cuprind peste 50.000 de volume și publicații. Găzduiește o valoroasă colecție de signopaginofilie (semne de carte) și de cartofilie (fondul Victor Pop). Din 2010 a fost conectată la rețeaua informatică a bibliotecilor Biblionet. Mai multe lucrări vechi și greu de găsit, precum și periodicele locale au fost scanate și postate online pe un „raft electronic”. Cărțile similare în limba maghiară sunt găzduite de Biblioteca Electronică Maghiară din Budapesta.
În 2006 poetul optzecist Viorel Mureșan a obținut titlul de cel mai mare haijin (autor ce scrie haiku, specie japoneză de poezie cu structură fixă) din țară.

### Clădiri reprezentative
- Castelul Wesselényi (1796)
- Castelul Béldy (1903), în prezent, în această clădire se află Centrul de Integrare prin Terapii Ocupaționale [23]
- Primăria (1907)
- Cazinoul
- Biserica reformată (secolul al XIII-lea) [23]
- Biserica catolică Adormirea Maicii Domnului (secolul al XIX-lea) [23]
- Biserica Ortodoxă Adormirea Maicii Domnului (1928) [23]
- Judecătoria (1906), azi sediul Spitalului de Boli Infecțioase [23]
- Casa de Cultură, care găzduiește Muzeul orășenesc
- Gara veche (1890)
- Cripta Wesselényi Miklos (secolul al XVIII-lea) [23]

## Sport
În oraș există mai multe stadioane (cu gazon natural sau artificial), un teren de tenis (zgură) și două săli de sport. Aici joacă mai multe echipe de fotbal, juniori și seniori, dar faima a fost adusă de echipa de handbal băieți din care provine olimpicul Ștefan Birtalan și  antrenorul Gheorghe Tadici.

## Personalități
- Wesselényi Miklós, sen. (1750-1809), baron politician [24]
- Wesselényi Miklós, jun.(1796–1850), baron, scriitor om de stat, membru al Academiei Maghiare de Științe [25]
- Ștefan Birtalan (n. 1948), handbalist
- Pavel Abraham (n. 1948), inspector general al Poliției Române
- Cornel Damian (n. 1960), episcop romano-catolic
- Claudiu-Lucian Pop (n. 1972), episcop greco-catolic de Blaj, apoi de Gherla [26]
- Aurel Martin  (1926, Jibou - 1993, București), critic și istoric literar.[27]

## Orașe înfrățite
- Glauchau, din Germania (1992)[28][29]